# Macroallantina
Macroallantina är ett släkte av svampar. Macroallantina ingår i familjen Ascodichaenaceae, ordningen Rhytismatales, klassen Leotiomycetes, divisionen sporsäcksvampar och riket svampar.
|                | Pseudophacidium                            |
|                |                                            |
|                | Delpinoina                                 |
|                |                                            |
|                | Ascodichaena                               |
|                |                                            |
|                | Dichaena                                   |
|                |                                            |
| Macroallantina | \| \| Macroallantina coccifera \| \| \| \| |
|                | \| \| Macroallantina coccifera \| \| \| \| |
|                | Macroallantina coccifera                   |
|                |                                            |

|  | Macroallantina coccifera |
|  |                          |